# Ruthild Hahne

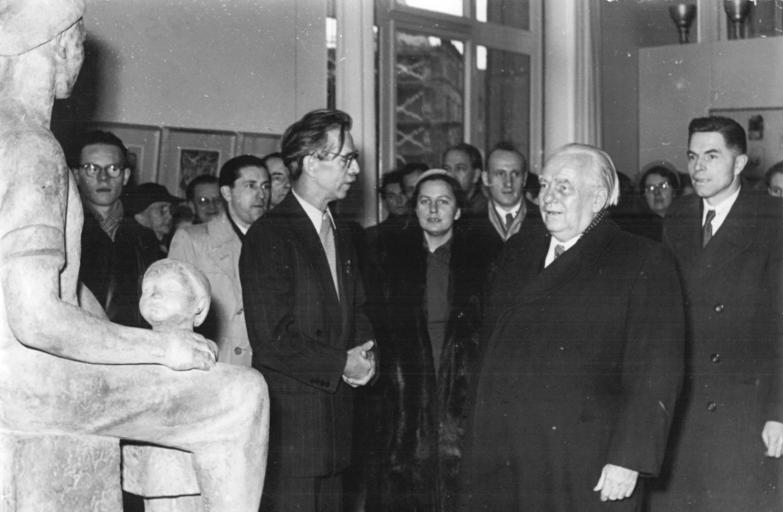
Ruthild Hahne avec Otto Nagel et Wilhelm Pieck, en 1951.

Ruthild Hahne (née le 19 décembre 1910 à Wilmersdorf et morte le 1er septembre 2001 à Berlin) est une sculptrice allemande. Parfois considérée comme une spécialiste des héros communistes, elle a réalisé bien d'autres œuvres d'une grande qualité. Son nom reste cependant  lié à la construction inachevée du monument Ernst Thälmann auquel elle a consacré quinze ans de sa vie. Durant la Seconde Guerre mondiale, elle fait partie du réseau de résistance Orchestre rouge, est condamnée à quatre ans de prison et réussit à s'évader durant un bombardement.

## Biographie

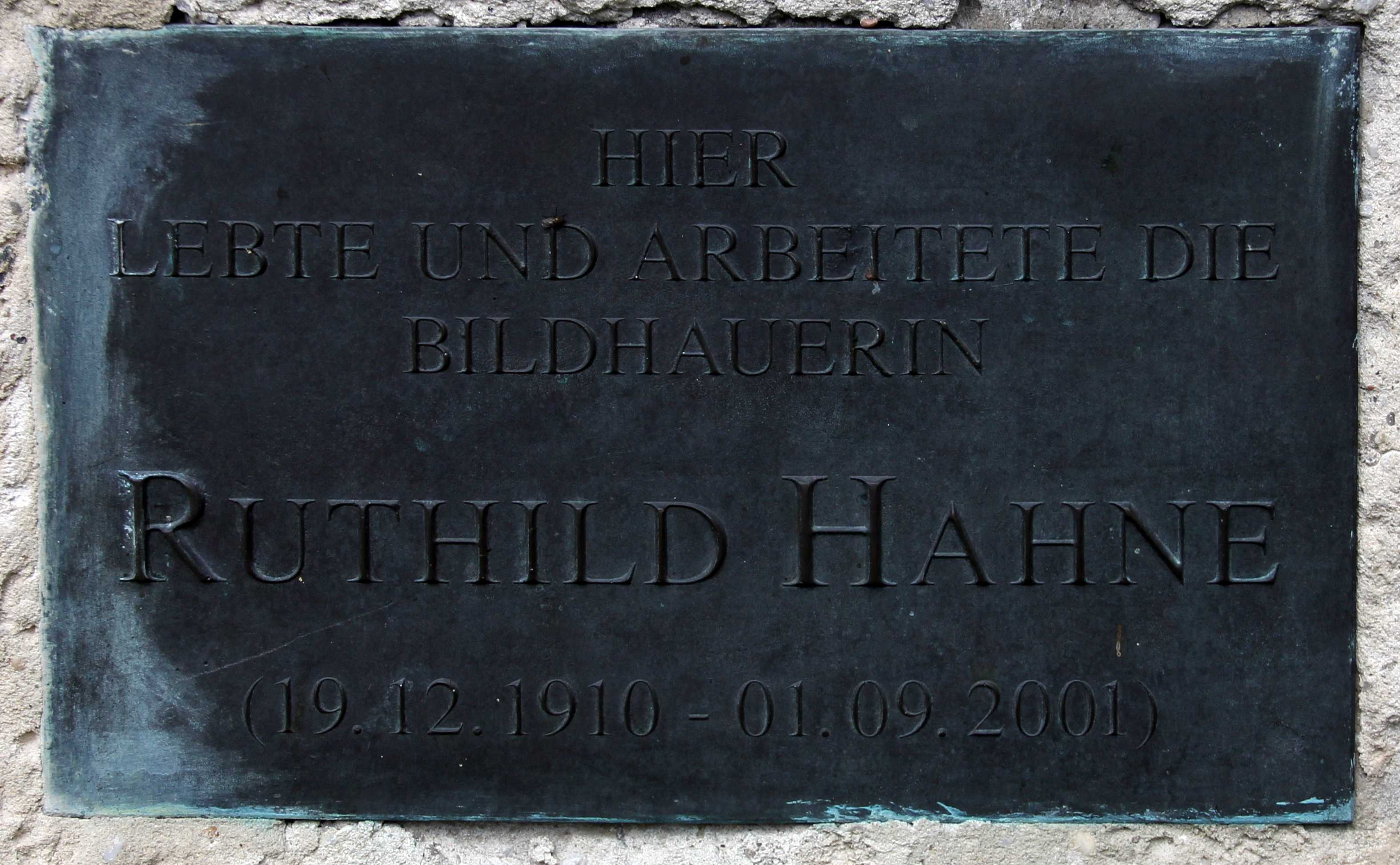
Plaque commémorative dans l'actuelle Beatrice-Zweige-Strasse No. 1 à Berlin-Niederschoenhausen.

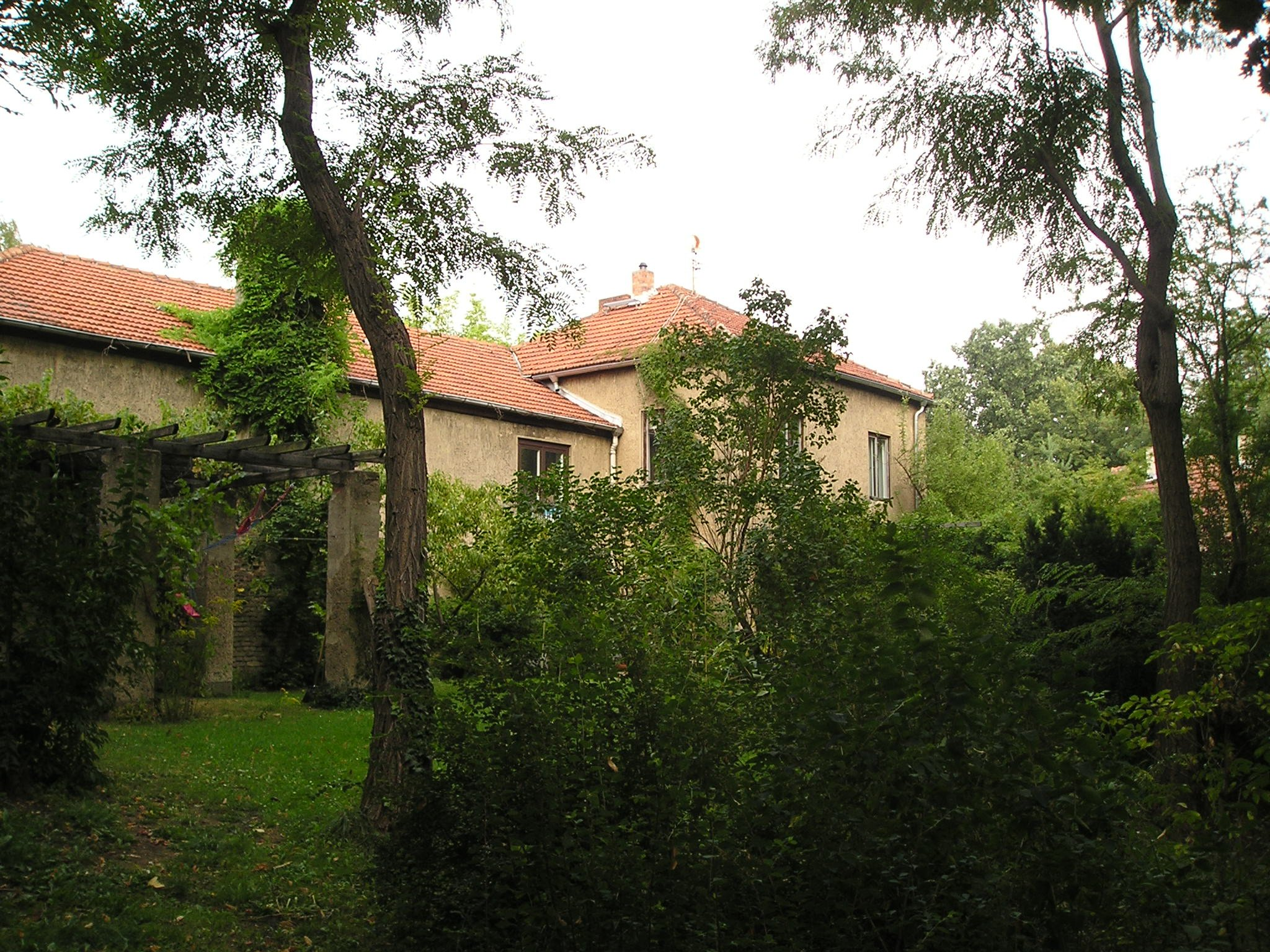
L'atelier de Ruth Hahne dans la Beatrice-Zwei-Strasse.

### Jeunesse et formation
Ruthild Hahne est née le 19 décembre 1910 à Wilmersdorf dans une famille de la grande bourgeoisie constituée de marchands et de fabricants. Elle grandit dans une villa de Berlin-Schmöckwitz avec une femme de ménage, un jardinier et un chauffeur.
Après avoir fréquenté une école secondaire pour filles de Neukölln jusqu'en 1927, elle souhaite suivre une formation de peinture à l'Académie des arts de Charlottenbourg mais échoue à l'examen d'entrée. Elle suit alors une formation de professeur de gymnastique orthopédique et de physiothérapeute à la clinique universitaire de Berlin et exerce cette profession jusqu'en 1936. Elle est alors en contact avec la misère de ses patients, des ouvriers de l'est de la ville. Elle découvre aussi le marxisme en lisant Le Capital de Karl Marx et prend contact avec le mouvement ouvrier et le Parti communiste d'Allemagne (KPD),.
En 1930, elle rencontre Jean Weidt, le directeur de la troupe Roten Tänzer, qui l'initie à la danse expressionniste. Elle danse des chorégraphies sur la lutte des classes, comme Bergarbeitertanz (danse des mineurs) sur une musique de Hanns Eisler. En 1933, elle participe à la première Olympiade révolutionnaire du théâtre à Moscou mais, avec l'arrivée au pouvoir des nazis, sa carrière de danseuse prend fin et Jean Weidt fuit à l'étranger. Cette expérience restera une importante source d'inspiration pour la sculptrice,.
En 1936, elle est finalement admise en sculpture à l'École supérieure des beaux-arts de Berlin, où elle est l'élève de Wilhelm Gerstel (de) et apprend la sculpture monumentale avec Arno Breker. Elle passe l'année 1941 à la Villa Massimo à Rome grâce à une bourse. À cette époque, elle réalise de petites sculptures et des portraits d'enfants d'inspiration classique,.

### Nazisme et résistance
Parmi les étudiants de Wilhelm Gerstel figurent Hermann Blumenthal, Gustav Seitz, Waldemar Grzimek, Fritz Cremer et Cay von Brockdorff (de) qui se réunissent chez Ruthild Hahne. À partir de 1941, elle vit avec Wolfgang Thiess (de) qui a déjà passé deux ans en prison pour avoir jeté des tracts d'un train à la Porte de Cottbus.
Le cercle des étudiants en art devient un groupe de résistance du réseau Orchestre rouge, dans lequel Ruthild Hahne s'investit également. Ils travaillent, entre autres, pour le journal illégal Die Innere Front dans son appartement de la Nachodstrasse 20 à Berlin-Wilmersdorf. Après la découverte du groupe à l'automne 1942, Wolfgang Thiess est condamné à mort et exécuté. Ruthild Hahne est condamnée à quatre ans de prison. Durant la tourmente des derniers mois de la Seconde Guerre mondiale, elle réussit à s'évader de la prison de Cottbus, se rend sur le front de l'Est et passe en Union soviétique,.

### Sculpture
En juin 1945, elle revient à Berlin, sans le sou. En 1946/1947, Ruthild Hahn est cofondatrice de la Hochschule für Angewandte Kunst (Haute école des arts appliqués, devenue École supérieure d'art de Berlin-Weißensee (de)) où elle travaille également comme chargée de cours pendant plusieurs années,. Lors de la première grande exposition d'art en 1946, elle fait sensation avec une tête de Lénine. Une carrière de portraitiste s'ouvre à elle, en particulier d'hommes politiques du mouvement communiste tels que Karl Liebknecht et Wilhelm Pieck. Elle réalise également plusieurs portraits d'enfants.

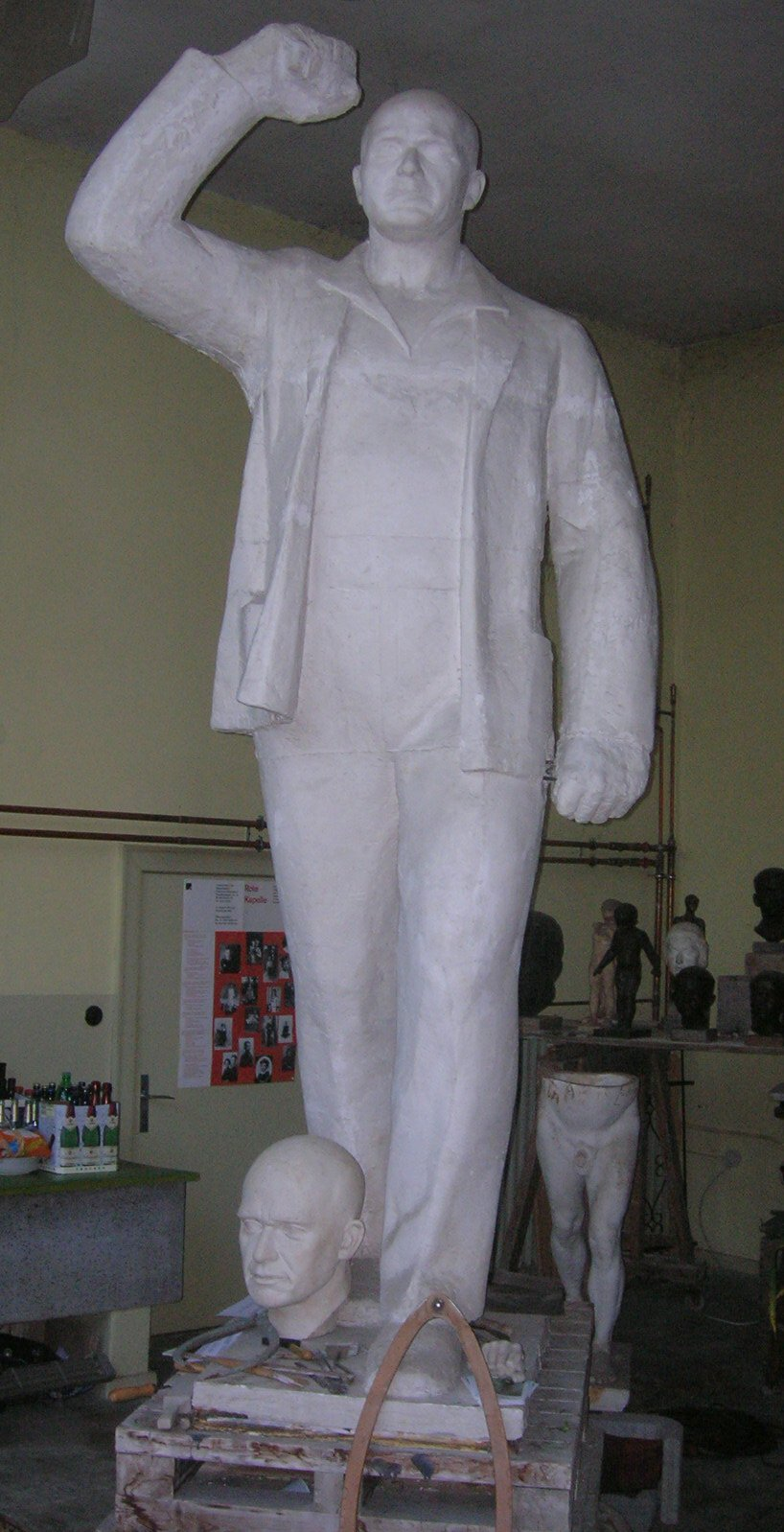
Ébauche de la statue d'Ernst Thälmann par Ruthild Hahne.

En 1950, le projet de Ruthild Hahne, Der Freiheitskämpfer, pour un monument en hommage à Ernst Thälmann, est retenu parmi 182 projets concurrents. Jamais, dans l'histoire de l'art, un projet de cette taille n'a été confié à une femme,. Elle dirige un collectif de sculpteurs pour la réalisation de ce gigantesque monument comprenant plus de 60 personnages. La figure d'Ernst Thälmann, le poing levé, doit faire six mètres de haut, deux mouvements de personnes poings levés et portant des drapeaux, censés symboliser les partis ouvriers, KPD et SPD, se rejoignent derrière lui. L'idée bien que peu originale, convient parfaitement au culte de la personnalité en vogue à cette époque,.
En 1958, un plâtre partiel du monument est présenté à la IVe Exposition d'art de la RDA (de). Pendant plus de 15 ans, Ruthild Hahne se consacre entièrement à cette commande. Avec la construction du mur de Berlin en 1961, l'emplacement prévu sur la place Thälmann devient une zone d'accès restreint et il n'est plus possible d'y ériger le monument. De plus, le goût artistique a changé au sein du département de la culture du Comité central du Parti socialiste unifié d'Allemagne qui considère maintenant le monument comme une « conception vulgaire et extérieurement illustrative du réalisme ». Dans des lettres internes du département de la culture, on reproche à la camarade Hahne d'être paresseuse, d'avoir échoué dans la formation d'un collectif et de ne vouloir que se créer un moyen de subsistance,,.
En 1965, Ruthild Hahne doit mettre fin à son travail sur le mémorial d'Ernst Thälmann. Jusqu'au bout elle refuse d'admettre qu'elle a travaillé en vain. La Wilhelmplatz, sur laquelle était prévu son monument Thälmann, est également détruite à la fin de la RDA. Une partie de ce qui est terminé sera détruit, d'autres parties, comme la figure d'Ernst Thälmann et le groupe Ouvrier et paysanne à l'échelle 1: 2 sont toujours dans l'atelier devenu un musée. Le Märkisches Museum Berlin en conserve deux parties en relief à l'échelle 1:4.

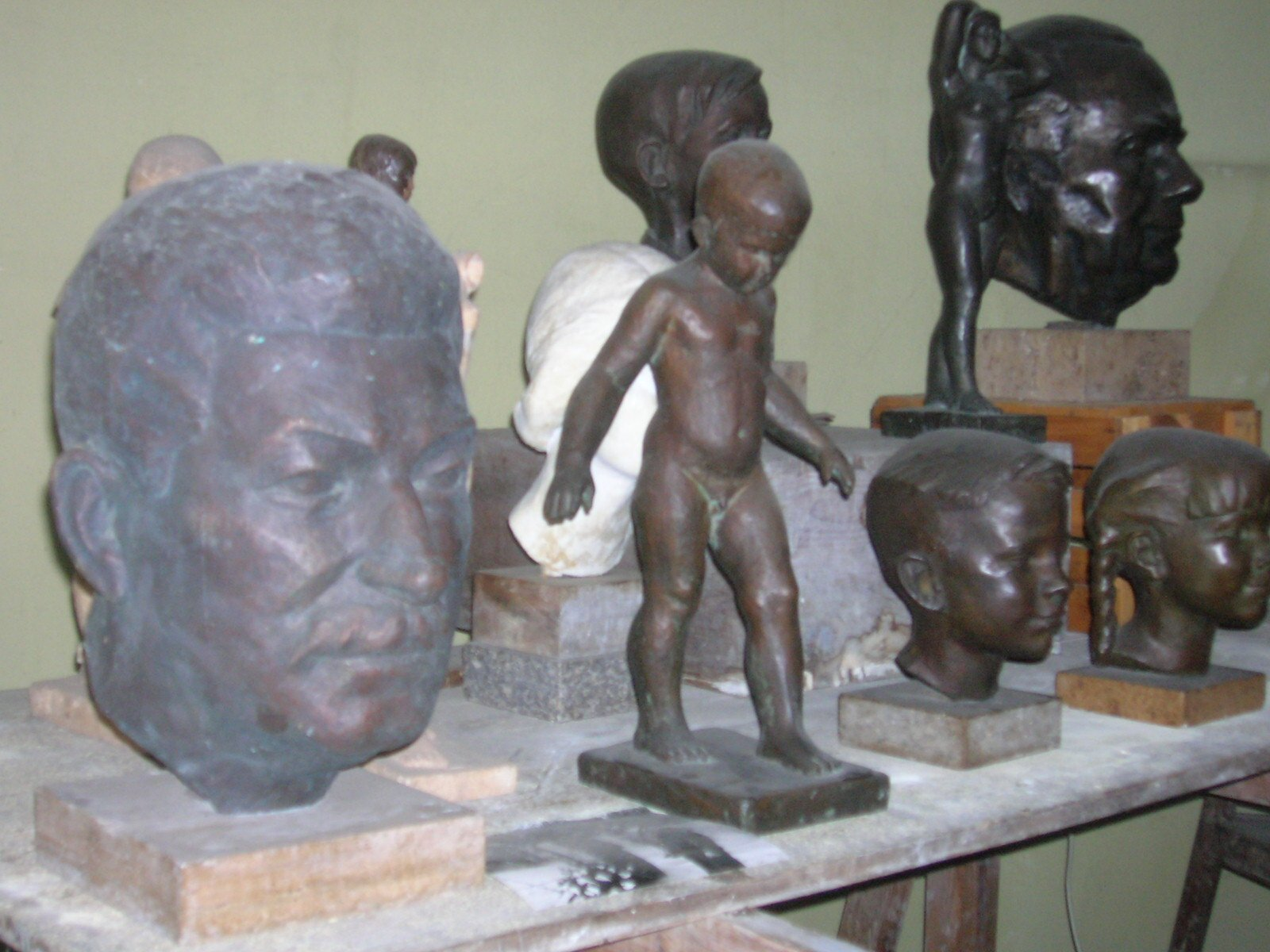
Sculptures de Ruthild Hahne. À gauche : Staline, à droite : Wilhelm Pieck, au centre, sculptures d'enfants.

Ruthild Hahne tombe ensuite dans l'oubli, bien qu'elle continue la sculpture et crée un certain nombre de portraits en buste et de petites sculptures de femmes, d'enfants et de dirigeants ouvriers d'une grande précision technique et anatomique. Durant les trente années suivantes, elle se consacre surtout à sa passion des voyages, rendue possible par le passeport ouest-allemand qu'elle a conservé lors de son installation à Berlin-Est. En guise de « consolation » pour le monument Ernst Thälmann, la RDA lui offre deux voyages de quatre semaines en Syrie et en Inde. Durant sa vie, elle s'est rendue au moins 25 fois en Italie dont elle parle couramment la langue.
Ruthild Hahne meurt le 1er septembre 2001 à Berlin. Dans son sac, son fils trouve une lettre de Wolfgang Thiess écrite le 9 septembre 1943, quelques heures avant son exécution. « ...dors bien Ruthild, chère petite femme et bonne camarade » écrit-il. Elle est inhumée au Cimetière de Pankow III (de).
Son atelier abrite désormais le musée de l'atelier Ruthild Hahne et peut être visité sur demande. Il sert également occasionnellement de lieu de conférence. Son fils, Stefan Hahne, rejette le qualificatif de sculptrice politique, voire communiste pour sa mère, préférant qu'on la considère plutôt comme une bonne sculptrice.

## Distinctions
- 1971 : Ordre patriotique du Mérite en argent[11].

## Œuvres (sélection)
- Garçon debout (statue, bronze à patine brun noirâtre)[12]
- Portrait du jeune garçon Tobby (buste, bronze ; exposé en 1949 à la 2e Exposition d'art allemand)[13]
- Portrait d'enfant Nora (buste, bronze, 1947 ; exposé en 1949 à la 2e Exposition d'art allemand)[14]
- Karl Liebknecht (buste, bronze ; dans l'inventaire du Musée d'histoire de la ville de Leipzig)[15]
- Wilhelm Pieck (buste, bronze ; exposé à la 4e Exposition d'art allemand en 1958-1959)
- Walter Ulbricht (buste; bronze ; vers 1969)
- Kurt Stern (buste ; vers 1971)[16]

## Expositions (sélection)
Ruthild Hahne n'a eu sa première exposition personnelle qu'à 70 ans.

### Expositions personnelles (sélection)
- 1971 : Berlin, Galerie im Turm (avec Hans Kies et Heinz Worner)
- 1979 : Berlin, pavillon d'exposition à la station S-Bahn Friedrichstrasse (avec Ernst Jazdzewski)
- 1995: Ruthild Hahne, Geschichte einer Bildhauerin, Berlin, Schadow-Haus

### Participation à des expositions (sélection)
- 1949, 1953/1954, 1958/1959 et 1967/1968 : Dresde, Exposition d'art allemand et Exposition d'art de la RDA
- 1951 : Künstler schaffen für den Frieden Berlin, bâtiment du musée sur le Kupfergraben
- 1968 : Sieger der Geschichte, Halle-sur-Saale,
- 1970: Auferstanden aus Ruinen, Berlin
- 1970 : Im Geiste Lenins, Berlin, Altes Museum
- 1970 : Die Akademie ehrt Lenin, Berlin, Galerie de l'Académie
- 1970/1971 : Berliner Bildhauer – Deutsche Demokratische Republik, Linz, Nouvelle galerie de la ville de Linz
- 1971 : Das Antlitz der Arbeiterklasse in der bildenden Kunst der DDR, Berlin, Altes Museum
- 1979 : Weggefährden – Zeitgenossen, Berlin, Altes Museum
- 1979 : Jugend in der Kunst, Berlin, Altes Museum
- 1981 : 25 Jahre NVA, Dresde
- 1982 : Plastik und Blumen (de) Berlin, parc de Treptow
- 2015 : Porträt Berlin - Künstlerische Positionen der Berliner Nachkriegsmoderne 1945-1955, Kunsthaus Dahlem[17]